# Vaso Komnenić
Vaso Komnenić (* 15. května 1955 Kosovska Mitrovica, Jugoslávie) je bývalý jugoslávský atlet, reprezentant ve skoku vysokém. V roce 1980 vybojoval na olympijských hrách v Moskvě 6. místo, když na třetí pokus zdolal výšku 2,24 metru.